# American Political Science Review
American Political Science Review (APSR) ist eine wissenschaftliche Fachzeitschrift zu politikwissenschaftlichen Themen. Sie wird von der American Political Science Association herausgegeben und gilt als eine der wichtigsten Zeitschriften der Politikwissenschaft.

## Redaktion
Für die Jahre 2020–2024 wird die Zeitschrift von einem zwölfköpfigen Redaktionsteam bestehend aus Sharon Wright Austin, Michelle Dion, Celeste Montoya, Clarissa Rile Hayward, Kelly Kadera, Julie Novkov, Valeria Sinclair-Chapman, Dara Strolovitch, Aili M. Tripp, Denise Walsh, S. Laurel Weldon und Elisabeth Jean Wood herausgegeben. Zur Übernahme ihrer Tätigkeit am 1. Juni 2020 hob die neue Redaktion die Besonderheit einer Redaktion nur aus Wissenschaftlerinnen hervor, die im Gegensatz zu den häufig rein männlichen Redaktionen von wissenschaftlichen Fachzeitschriften steht.
Vor Übergabe an das Team unter Austin war das American Political Science Review von 2016–2020 erstmals in seiner Geschichte außerhalb Nordamerikas in Europa an den Universitäten Universität Mannheim, der London School of Economics and Political Science sowie der Universität Köln beheimatet. Die Redaktion bestand aus Thomas König, Sabine Carey, Thomas Bräuninger, Ken Benoit, Leigh Jenco, Ben Lauderdale und Ingo Rohlfing sowie einer großen Zahl einfacher Mitglieder des Redaktionsrats. Chefin vom Dienst war Alyssa Taylor.

## Rezeption
Die Datenbank Web of Science listete die American Political Science Review in den Journal Citation Reports seit deren erstmaligen Veröffentlichung im Jahr 1997 bis 2006 sowie von 2010 bis 2013 unter insgesamt 163 Journals in der Kategorie Politikwissenschaft auf dem ersten Platz. Zwischen 2007 und 2009 wurde sie auf dem zweiten Platz hinter der Zeitschrift Political Analysis eingeordnet. Im Ranking von 2015 belegt die American Political Science Review mit einem Impact Factor von 3,444 den vierten Platz hinter den Zeitschriften American Journal of Political Science, Political Analysis und Annual Review of Political Science.
Eine Studie der französischen Ökonomen Pierre-Phillippe Combes und Laurent Linnemer sortiert das Journal mit Rang 60 von 600 wirtschaftswissenschaftlichen Zeitschriften in die drittbeste Kategorie A ein.